# Sterrenbos

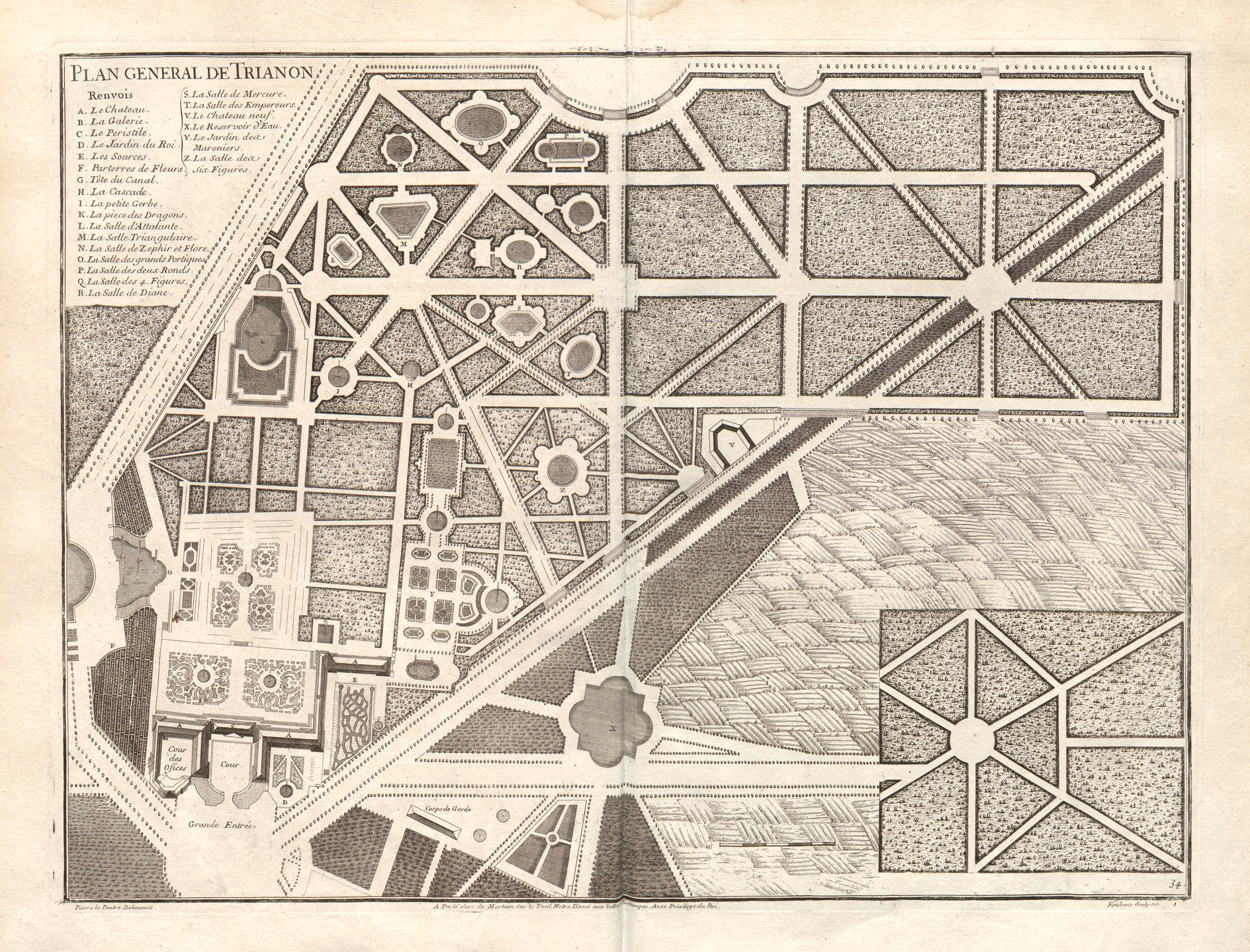
Ontwerp voor stervormig padenstelsel bij Groot Trianon (Versailles) in Frankrijk

Een sterrenbos is een bos met lanen die vanuit een middelpunt straalsgewijs naar de uiteinden lopen en zo een ster vormen.
Sterrenbossen vormen een element uit de barokke tuinarchitectuur en raakten in de achttiende eeuw in zwang. Met hun zichtassen waren ze bij uitstek geschikt voor de jacht, omdat vanuit het middelpunt het overstekend wild op alle paden kon worden waargenomen. Een sterrenbos werd bij voorkeur aangelegd op een glooiend terrein. Vanuit het midden kon men aan het eind van de lanen de hemel zien.
Veel sterrenbossen hebben de naam Sterre(n)bos behouden, terwijl hun oorspronkelijke opzet verloren is gegaan, in een aantal gevallen doordat de Engelse tuin met zijn kronkelende lanen in zwang kwam. Een goed geconserveerd en gerestaureerd sterrenbos is de Oude Warande bij Tilburg. Een sterrenbos ligt ook op landgoed IJsselvliedt in het Gelderse Wezep en landgoed Velder nabij Boxtel. Verder is er een sterrenbos in het Amerongsche Bosch, dat werd aangelegd rond 1790. In 1990 werd begonnen met herstelwerkzaamheden om de oorspronkelijke structuur terug te brengen. De centrale as ligt op 64 meter hoogte.
Het stratenplan van de Componistenbuurt in Bilthoven is gebaseerd op het grondplan van het Oosterpark, een voormalig sterrenbos. Daarom wordt deze buurt ook wel Sterrenbos genoemd. Bij Tuinwijk Sterrebosch, een wijk in Driebergen-Rijsenburg, is er in de aanleg daarentegen geen sterrenbos te zien.

## Voorbeelden
- Sterrenbos Oude Warande (Tilburg)
- Sterrebos (Groningen)
- Sterrenbos (Dalfsen)
- Sterrenbos (Utrecht)
- Sterrebos (Roeselare)
- Sterrebos (Frederiksoord)
- Kasteel Clemenswerth in Sögel in Duitsland, 40 km ten oosten van Emmen
- Sterrebos (Stevoort), beschermd erfgoed in Stevoort